# Gustave Larsonnier
Gustave Larsonnier (8 février 1812 à Paris - 28 avril 1888 au château de la Briantais) est un industriel français. 

## Biographie
Fils d'un négociant, il s'installe comme négociant à Nancy en 1837, puis comme manufacturier à Paris, dans le tissage de laines, devenant associé de la Maison Chenest Frères, Bernoville Frères, Larsonnier Frères et Cie. Il est membre de la Chambre de Commerce de Paris.
Il achète le château et le domaine de La Briantais en 1865 à son gendre, Eugène Sully Brunet (fils de Jacques Sully Brunet).
Il est membre du Conseil d'Escompte de la Banque de France de 1866 à 1871, censeur de la Banque de France de 1871 à 1878, année où il devient sous-gouverneur de la Banque de France le 5 janvier 1878.
Il est chevalier de la Légion d'honneur et de l'Ordre du Christ de Portugal.
Il épouse Sophie-Félicité Beaucourt, veuve du baron Jean-Baptiste Regnault.

### Sources
- Alain Plessis, La Banque de France et ses deux cents actionnaires sous le Second Empire, 1982.